# Route nationale 310
Pour les articles homonymes, voir Route 310.

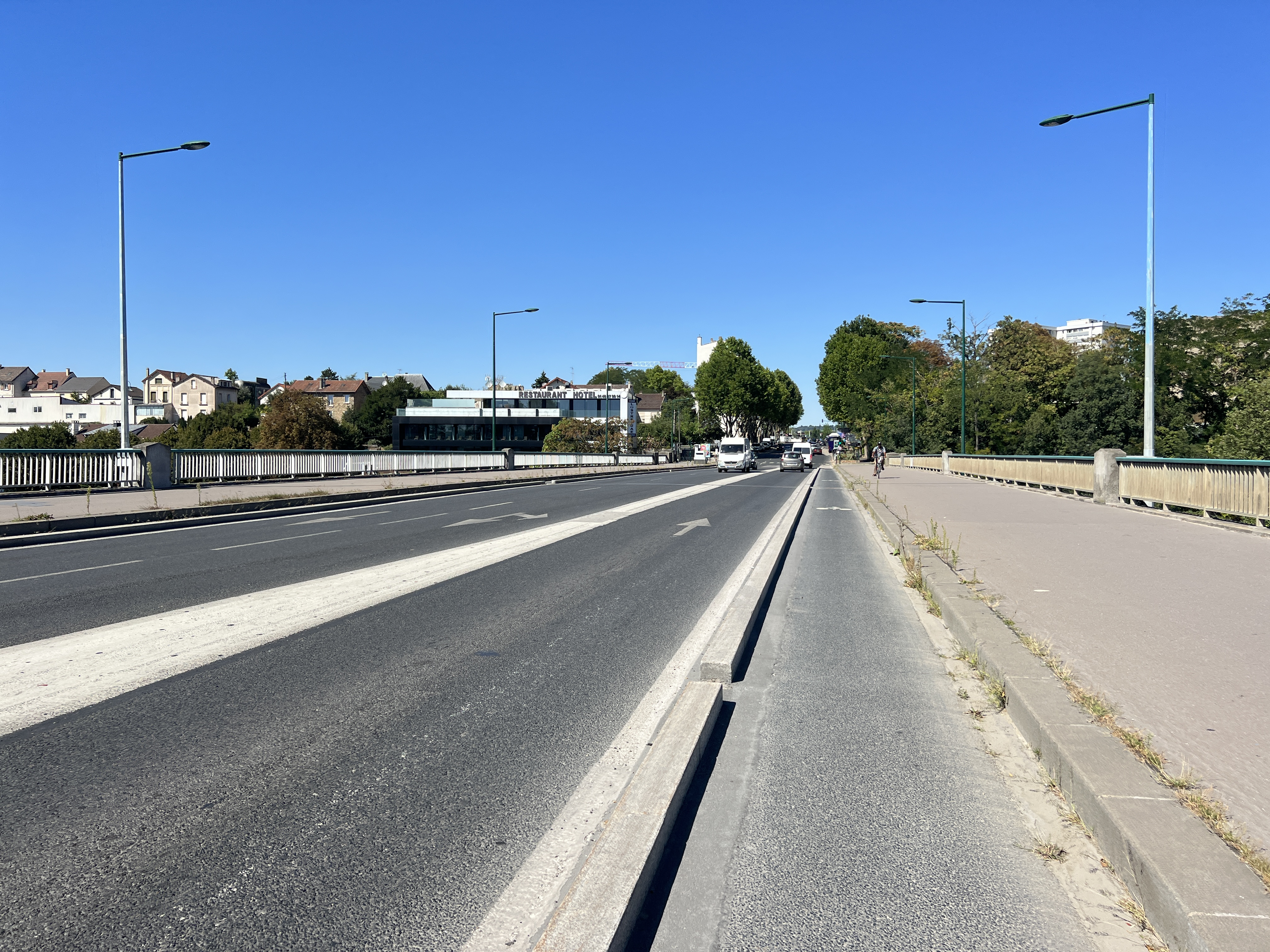
Le pont d'Épinay.

La route nationale 310, ou RN 310, est une route nationale française reliant Gennevilliers à Épinay-sur-Seine, via le pont d'Épinay.
Son parcours était plus long auparavant puisqu'elle partait alors de Paris (Porte de Clichy). Le tronçon de Paris au pont d'Épinay a été déclassé en RD 911, les Hauts-de-Seine ayant renommé l'ex-RN 10 en RD 910.
Le décret du 5 décembre 2005 a transféré au département de la Seine-Saint-Denis le dernier tronçon subsistant de la RN 310 en RD 910

## Tracé de Paris (Porte de Clichy) à Épinay-sur-Seine (D 911 et D 910)
Les communes traversées et les voies empruntées sont :
- Paris, Porte de Clichy (avenue de la Porte-de-Clichy) D 911 ;
- Clichy (boulevard Jean-Jaurès) ;
- Pont de Clichy (entre Clichy au sud et Asnières et Gennevilliers au nord) ;
- Asnières-sur-Seine (avenue Gabriel-Péri) ;
- Gennevilliers (avenue Gabriel-Péri, rue Henri-Barbusse, boulevard Zéphirin-Camélinat, avenue Laurent-Cély, avenue Marcel-Paul) D 911 ;
- Pont d'Épinay Sud D 910 ;
- L'Île-Saint-Denis (avenue du Pont-d'Épinay) (entre Gennevilliers au sud et Épinay-sur-Seine au nord) ;
- Pont d'Épinay Nord ;
- Épinay-sur-Seine (avenue du 18-Juin-1940, rue de Paris, avenue Joffre) D 910.